# Яу, Гриффин
Гри́ффин Макдо́рман Я́у (англ. Griffin McDorman Yow; родился 25 сентября 2002) — профессиональный американский футболист, нападающий клуба «Вестерло».

## Клубная карьера
16 марта 2019 года Гриффин забил свой первый профессиональный гол, выступая за «Лаудон Юнайтед» в матче против клуба «Мемфис 901» в Чемпионшипе ЮСЛ. Это был первый гол в истории клуба «Лаудон Юнайтед», созданного годом ранее в качестве резервной команды «Ди Си Юнайтед». Три дня спустя, 19 марта, он подписал контракт с «Ди Си Юнайтед», став 12-м «доморощенным» игроком клуба.
21 апреля 2019 года Гриффин дебютировал за «Ди Си Юнайтед», заменив Пола Арриола в матче MLS против «Нью-Йорк Сити». 19 сентября 2020 года в матче против «Торонто» забил свой первый гол в MLS.
4 июля 2022 года Яу перешёл в клуб чемпионата Бельгии «Вестерло», подписав четырёхлетний контракт.

## Карьера в сборной
С 2018 года Яу выступал за сборную США до 17 лет. Свой первый гол за сборную он забил 14 октября 2018 года в товарищеском матче против Бразилии. В мае 2019 года забил 4 мяча на чемпионате КОНКАКАФ до 17 лет, включая гол в финальном матче против за Мексики, в котором американцы проиграли со счётом 1:2. Был включён в состав сборной на юношеский чемпионат мира 2019.